# Плаутин, Михаил Григорьевич
Михаил Григорьевич (Гаврилович) Плаутин (также встречается написание Плаутинг) (около 1700—1741)— российский мореплаватель, лейтенант российского императорского флота, участник Великой Северной экспедиции.

## Биография
До 1719 обучался в Морской академии геометрии. 24 марта (4 апреля) 1726 года был произведен в подштурманы
15 (26) января 1733 года был зачислен в экспедицию Беринга штурманом в ранге от флота лейтенанта. Выехал через Тобольск в Якутск.
Во время пребывания в Якутске в 1736 Плаутин неоднократно жаловался на начальство экспедиции, в том числе и на Беринга, в мае 1736 года в результате тот «за упущения в службе» разжалует Плаутина в матросы на 2 месяца, а по истечении этого срока возвращает ему звание лейтенанта, но переводит его в отряд к Д. Лаптеву, который должен был заменить отряд Ласиниуса после столь неудачной зимовки 1735. В составе отряда дошёл до устья Хараулахи, где годом ранее зимовал Ласиниус, но вернулся в устье Лены, после зимовки в 1737 вернулся к Берингу. Назначен на корабль Чирикова «Святой Павел», дошёл до американского берега, умер 8 октября 1741 года на обратном пути.